# Цілий граф
В області математичної теорії графів, цілий або інтегральний граф (англ. Integral graph) — це граф, спектр якого повністю складається з цілих чисел.
Іншими словами, граф є інтегральним графом, якщо всі власні значення його характеристичного полінома є цілими числами.
Поняття ввели в 1974 році Харарі і Швенк.

## Приклади
- Повний граф Kn є цілим для всіх n.
- Безреберний граф[en] {\displaystyle {\overline {K_{n}}}} є цілим для всіх n.
- Серед симетричних кубічних графів ресурсний граф, граф Петерсена, граф Науру і граф Дезарга є цілими.
- Граф Гіґмана — Сімса, граф Голла — Янко, граф Клебша, граф Гофмана — Синглтона, граф Шрікханде, граф Берлекемпа — ван Лінта — Зейделя і граф Гофмана є цілими.